# Mickaël Conjungo
Mickaël Conjungo (Mickaël Glenn Conjungo Taumhas; * 6. Mai 1969 in Bangui) ist ein Leichtathlet aus der Zentralafrikanischen Republik, der sich auf den Diskuswurf spezialisiert hat. Bei internationalen Meisterschaften vertrat er stets sein Heimatland, besitzt aber zusätzlich die französische Staatsbürgerschaft.
Conjungo wurde 1994 und 1995 Französischer Meister im Diskuswurf. Sein erster internationaler Titelgewinn in dieser Disziplin gelang ihm bei den Leichtathletik-Afrikameisterschaften 1993 in Durban. Bei den Jeux de la Francophonie 1994 in Bondoufle belegte er den zweiten Platz. 1995 gewann er bei den Zentralafrika-Meisterschaften Goldmedaillen mit dem Diskus und im Speerwurf. Im selben Jahr wurde er bei den Afrikaspielen in Harare Zweiter im Diskuswurf. Es folgten Bronzemedaillen bei den Jeux de la Francophonie 1997 in Antananarivo, bei den Leichtathletik-Afrikameisterschaften 1998 in Dakar und bei den Afrikaspielen 1999 in Johannesburg. 2000 wurde er in Algier Vizeafrikameister.
Außerdem startete Conjungo im Diskuswurf zwischen 1991 und 2000 bei fünf Leichtathletik-Weltmeisterschaften und zwei Olympischen Spielen, konnte sich dort jedoch nie für ein Finale qualifizieren.
Mickaël Conjungo ist 1,93 m groß und 91 kg schwer. Seine jüngere Schwester Maria-Joëlle Conjungo war als Hürdenläuferin aktiv.

## Bestleistungen
- Diskuswurf: 63,78 m, 7. Juli 1994, Sorgues
- Kugelstoßen: 14,44 m, 12. Mai 1994, Clermont-Ferrand
- Speerwurf: 61,74 m, 16. Mai 1992, Levallois-Perret